# Médoctec
Ne doit pas être confondu avec Meductic.
Le village de Médoctec et le fort Meductic, officiellement le Lieu historique national du Canada Village-Indien-de-Médoctec / Fort-Meductic, est un lieu historique national situé près de Meductic, au Nouveau-Brunswick (Canada). Ils furent construits au XVIIe siècle au bord du fleuve Saint-Jean, à l'ouest de la rivière Eel. Ils furent inondés en 1968 durant la construction du barrage de Mactaquac.

## Histoire
Les Malécites se rendent régulièrement à Médoctec pour cultiver du blé d'Inde. Les Français désirent contrôler cette partie de l'Acadie et s'associent donc aux Iroquois, aux Malécites et aux Pentagouets, tandis que les Anglais s'allient aux Mohawks. Afin de se défendre des Mohawks, les Malécites fortifient Médoctec au XVIIe siècle. La localité fait partie d'une seigneurie française à la fin de ce siècle et une mission jésuite fortifiée (Mission Ste-Anne) y est construite. Médoctec est alors le principal village Malécite et un poste de traite de fourrures avec les Acadiens. Médoctec est abandonné en 1767 et sa population se déplace à Eqpahak. Médoctec est toutefois utilisé comme camp jusqu'en 1841. L'endroit devient ensuite une terre agricole appartenant à la famille Hays, qui l'exploite jusqu'à la fin du XIXe siècle. Médoctec devient un lieu historique national du Canada le 4 juin 1924. En 1968, la construction du barrage de Mactaquac, en aval sur le fleuve, cause l'inondation de la totalité du site. Des fouilles archéologiques avaient été effectuées en 1964 et en 1967 en prévision de l'inondation et les archéologues estiment que le site pourrait déceler d'autres vestiges. Un cairn et une plaque commémorative installée par la Commission des lieux et monuments historiques du Canada marquent l'emplacement de Médoctec, au bout du chemin Fort Meductic.